# 格里姆涅
49°36′5″N 23°46′14″E / 49.60139°N 23.77056°E
格里姆涅（烏克蘭語：Грімне），是烏克蘭的村落，隸屬利沃夫州利維夫區，始建於1410年，面積18.53平方公里，海拔高度268米，2016年人口1,184，人口密度每平方公里74.31人。
護照 （页面存档备份，存于）